# Herbert Kroemer
Herbert Kroemer (Weimar, Tiringija, 25. kolovoza 1928. – ?, 8. ožujka 2024.), američki fizičar njemačkoga podrijetla. Doktorirao (1952.) na Sveučilištu Georga Augusta u Göttingenu. U SAD je otišao 1954. i radio u nekoliko velikih laboratorija, bio profesor na Sveučilištu Colorado u Boulderu (od 1968. do 1976.) i Kalifornijskom sveučilištu u Santa Barbari (od 1976.). Bavi se teorijskom fizikom čvrstoga stanja, osobito bipolarnim tranzistorima, odnosno uvođenjem takozvanih heterostruktura u poluvodičke elektroničke elemente, posebno poluvodičke lasere. Inicirao je modernu tehnologiju epitaksijalnoga rasta kristala, a 1963. predložio koncept dvostruko heterostrukturnoga lasera. Napisao je sveučilišne udžbenike: Toplinska fizika (eng. Thermal Physics, 1980.), Kvantna mehanika za inženjering: znanost o materijalima i primijenjena fizika (eng. Quantum Mechanics for Engineering: Materials Science and Applied Physics, 1994.). Za doprinos razvoju poluvodičke tehnologije sa Ž. I. Alfjorovom i J. Kilbyjem 2000. dobio Nobelovu nagradu za fiziku.